# Krasni Kurgán
Krasni Kurgán (del ruso: Красный Курган) es un jútor del ókrug urbano de la ciudad-balneario de Anapa del krai de Krasnodar, en el sur de Rusia. Está situado en la llanura entre las estribaciones de poniente del Cáucaso Occidental y la costa del mar Negro, 14 km al norte de la ciudad de Anapa y 129 km al oeste de Krasnodar. Tenía 683 habitantes en 2010.
Pertenece al municipio rural Primórskoye.

## Transporte
Por la localidad pasa la carretera federal M25 Novorosíisk-Port Kavkaz.